# Zhang Yimou
Dans ce nom chinois, le nom de famille, Zhang, précède le nom personnel.
Pour les articles homonymes, voir Zhang.
 (février 2015).
Si vous disposez d'ouvrages ou d'articles de référence ou si vous connaissez des sites web de qualité traitant du thème abordé ici, merci de compléter l'article en donnant les références utiles à sa vérifiabilité et en les liant à la section « Notes et références ».
Zhang Yimou (chinois simplifié : 张艺谋 ; chinois traditionnel : 張藝謀 ; pinyin : Zhāng Yìmóu), né le 14 novembre 1951 à Xi'an, est un réalisateur chinois.

## Biographie

### Jeunesse
Zhang Yimou est issu d'une famille proche du Kuomintang. Son père a combattu avec le grade de major dans l'armée nationaliste et son oncle a fui à Taïwan avec Tchang Kaï-chek après la défaite contre les communistes lors de la guerre civile chinoise, en 1949. À partir de la révolution culturelle en 1966, Zhang Yimou, contraint d'arrêter ses études, part travailler trois ans dans une ferme puis sept ans dans un atelier de tissage. Durant cette période, il poursuit une activité de peintre et de photographe amateur.

### Formation
À la réouverture de l'Académie de cinéma de Pékin en 1978, il tente, à 27 ans, de s'inscrire dans la filière « réalisation » mais il dépasse l'âge limite d'admission. Devant son opiniâtreté, le bureau du Ministère culturel accepte de l'admettre dans la section « prise de vue ». Il sort diplômé de la faculté en 1982, comme Chen Kaige et Tian Zhuangzhuang (eux en « réalisation »). Tous trois sont considérés comme les chefs de file de la « cinquième génération », groupe de cinéastes chinois ayant étudié le cinéma après la révolution culturelle et qui, influencés par la Nouvelle Vague française [réf. souhaitée], osent revendiquer plus de liberté dans leur création puis évoquer l'héritage maoïste de manière critique.

### Carrière
En tant que directeur de la photographie, il travaille avec Chen Kaige sur ses deux premiers films : Terre jaune et La Grande Parade.
En 1987, il réalise son premier long métrage Le Sorgho rouge (adaptation du Clan du sorgho de Mo Yan) qui remporte l'Ours d'or au Festival de Berlin en 1988.
L'actrice Gong Li, avec qui il a une liaison jusqu'en 1995, joue dans ses sept premiers longs métrages et tourne à nouveau sous sa direction dans la shakesperienne Cité interdite en 2006.
Zhang Yimou réalise de nombreux films importants, pour la plupart des fresques marquées par la grande beauté des images et par la critique sous-jacente des modèles historiques chinois (la féodalité impériale, la révolution culturelle, la république de Deng Xiaoping...). Judou, Épouses et concubines (adaptation d'un roman de Su Tong), Qiu Ju, une femme chinoise (adaptation d'une nouvelle de Chen Yuanbin) et Vivre ! (adaptation d'un roman de Yu Hua) le font connaître en Occident et lui permettent de gagner de nombreux prix dans les festivals internationaux, même s'il rencontre fréquemment des ennuis avec la censure.
Ses films se caractérisent également par une esthétique exotique, propre à émerveiller les spectateurs par la magnificence des décors et des costumes. Ils dénotent un soin minutieux apporté à la composition des cadres, la mise en espace des personnages et au rythme narratif, souvent lent et posé.
Voguant sur le renouveau du wu xia pian, lancé par Tigre et Dragon, il réalise Hero où les plus grandes stars du cinéma de Hong Kong sont réunies : Jet Li, Maggie Cheung, Tony Leung Chiu-wai, Zhang Ziyi et Donnie Yen. Le film, qui est un succès international, est loué pour le travail du directeur de la photographie Christopher Doyle sur l'utilisation des couleurs, mais certains critiques occidentaux[Lesquels ?] lui reprochent son sous-texte idéologique justifiant le totalitarisme pour assurer la stabilité de l'empire. Il s'agit d'un tournant dans la carrière du cinéaste qui délaisse le cinéma d'auteur pour s'inscrire dans le grand spectacle mâtiné d'effets spéciaux avec ensuite Le Secret des poignards volants et La Cité interdite. On[Qui ?] a alors accusé Zhang Yimou de délaisser le cinéma contestataire pour devenir le réalisateur officiel de la RPC.
Il réalise également, pour la ville de Yangshuo, un spectacle musical son et lumière, Impression, Liu Sanjie, avec 600 participants, chanteurs et danseurs, en plein air sur une partie de la rivière dans le décor naturel des collines karstiques. Le spectacle, passage obligé pour tous les touristes depuis 2003, valorise les paysages, les populations, particulièrement les pêcheurs, les groupes féminins et le folklore local. D'autres Impression(s) ont suivi.
Lors de la Mostra de Venise 2007, il est le président du jury des longs-métrages. Son jury est particulièrement brillant avec Catherine Breillat, Jane Campion, Emanuele Crialese, Alejandro González Iñárritu, Ferzan Özpetek et Paul Verhoeven.
Il est choisi pour concevoir le spectacle de la cérémonie d'ouverture des Jeux olympiques d'été de 2008 à Pékin. Il succède à Steven Spielberg à ce poste, après le retrait de ce dernier (pour protester contre le non-respect des droits de l'homme dans ce pays et contre l'implication du régime de Pékin dans la guerre du Darfour).
En 2009, il a réalisé A Woman, a Gun and a Noodle Shop qui est le remake de Sang pour sang des frères Coen.
En décembre 2013, un scandale national éclate en Chine lorsqu'on apprend que Zhang Yimou a eu trois enfants avec sa femme. La loi n'autorisait qu'un enfant unique depuis les années 1980 et commençait à s'ouvrir à un deuxième enfant. Il est de ce fait condamné à une lourde amende. Son film  Coming Home, pressenti pour représenter la Chine aux Oscars, est finalement retiré.
Son film One Second est retiré de la compétition pour l'Ours d'or lors du 69e Festival de Berlin, quelques jours seulement avant sa présentation.
Il est le réalisateur de la cérémonie d'ouverture des Jeux olympiques d'hiver de 2022.
En 2023, il préside le jury du 13e Festival international du film de Pékin.

## Filmographie

### Réalisateur
- 1987 : Le Sorgho rouge (红高粱, Hong Gao Liang)
- 1989 : Opération jaguar (代号美洲虎 Dai hao mei zhou bao)
- 1990 : Ju Dou (菊豆, jú dòu)
- 1991 : Épouses et Concubines (大红灯笼高高挂, Da hongdenglong gaogao gua)
- 1992 : Qiu Ju, une femme chinoise (秋菊打官司, Qiu Ju da Guansi)
- 1994 : Vivre ! (活着, huózhe)
- 1995 : Shanghai Triad (摇啊摇，摇到外婆桥, Yao a yao yao dao waipo qiao)
- 1997 : Keep Cool (有话好好说, You hua hao hao shuo)
- 1999 : The Road Home (我的父亲母亲, Wo de fu qin mu qin)
- 1999 : Pas un de moins (一个都不能少, Yi ge dou bu neng shao)
- 2000 : Happy Times (幸福时光, Xingfu Shiguang)
- 2002 : Hero (英雄, yīngxióng)
- 2004 : Le Secret des poignards volants (十面埋伏, Shi mian mai fu]
- 2005 : Riding alone : Pour un fils (千里走单骑 , Qian li zou dan qi)
- 2007 : La Cité interdite (满城尽带黄金甲, Man cheng jin dai huang jin jia)
- 2009 : A Woman, a Gun and a Noodle Shop (三枪拍案惊奇, Sānqiāng Pāi'àn Jīngqí)
- 2010 : Sous l'aubépine (山楂树之恋, Shan zha shu zhi lian)
- 2011 : Sacrifices of War (金陵十三釵, jīnlíng shísān chāi)
- 2014 : Coming Home (歸來, guīlái)
- 2016 : La Grande Muraille (The Great Wall, 長城)
- 2018 : Shadow (影, Yǐng)
- 2020 : One Second (一秒钟, Yī miǎo zhōng)
- 2021 : Les Espions de l'aube (悬崖之上, Xuányá zhīshàng)
- 2022 : Ju ji shou (狙击手)
- 2023 : Full River Red (满江红)
- 2023 : Jian ru pan shi (zh) (坚如磐石)
- 2024 : Di er shi tiao (zh) (第二十条)

### Directeur de la photographie
- 1983 : Un et Huit (一个和八个, Yīge hé bāge) de Zhang Junzhao
- 1984 : Terre jaune (黄土地, Huáng tǔdì) de Chen Kaige
- 1986 : La Grande Parade (大阅兵, Dà yuèbīng) de Chen Kaige
- 1987 : Le Vieux Puits (老井, Lǎo jǐng) de Wu Tianming

## Nominations et récompenses
- 1987 : Prix du meilleur acteur au Festival de Tokyo pour Le Vieux Puits.
- 1988 : Ours d'or au 38e Festival de Berlin pour Le Sorgho rouge
- 1990 : En lice pour la Palme d'or au 43e Festival de Cannes avec Judou
- 1991 : Nomination à l'Oscar du meilleur film en langue étrangère pour Judou
- 1991 : Lion d'argent du meilleur réalisateur et Prix Elvira Notari au 48e Festival de Venise pour Épouses et Concubines (en lice pour le Lion d'or)
- 1992 : Nomination à l'Oscar du meilleur film en langue étrangère pour Épouses et Concubines
- 1992 : Lion d'or, Prix UNICEF et Prix OCIC au 49e Festival de Venise pour Qiu Ju, une femme chinoise
- 1993 : BAFTA du meilleur film en langue étrangère pour Épouses et Concubines
- 1994 : Grand Prix et Prix du jury œcuménique au 47e Festival de Cannes pour Vivre ! (en lice pour la Palme d'or)
- 1994 : Grand Prix Hydro-Québec au Festival du cinéma international en Abitibi-Témiscamingue, pour   Vivre !
- 1995 : BAFTA du meilleur film en langue étrangère pour Vivre !
- 1995 : Prix Vulcain au 48e Festival de Cannes pour Shanghai Triad (en lice pour la Palme d'or)
- 1997 : En lice pour le Lion d'or au 54e Festival de Venise avec Keep Cool
- 1999 : Lion d'or, Prix UNICEF, Prix Sergio Trasatti et Prix Laterna Magica au 56e Festival de Venise pour Pas un de moins
- 2000 : Ours d'argent et Prix du jury œcuménique au 50e Festival de Berlin pour The Road Home (en lice pour l'Ours d'or)
- 2002 : Prix de la culture asiatique de Fukuoka
- 2003 : Prix Alfred Bauer au 53e Festival de Berlin pour Hero (en lice pour l'Ours d'or)
- 2003 : Nomination à l'Oscar du meilleur film en langue étrangère pour Hero
- 2005 : Nomination au BAFTA du meilleur film en langue étrangère pour Le Secret des poignards volants
- 2010 : En lice pour l'Ours d'or au 60e Festival de Berlin avec A Woman, a Gun and a Noodle Shop
- 2018 : Meilleur réalisateur à la 55e cérémonie des Golden Horse Film Festival and Awards pour Shadow.

## Box-office France
| Année | Film                             | Entrées |
| ----- | -------------------------------- | ------- |
| 1986  | Le Sorgho rouge                  | 30 712  |
| 1989  | Judou                            | 24 958  |
| 1989  | Opération jaguar                 |         |
| 1991  | Épouses et Concubines            | 436 117 |
| 1992  | Qiu Ju, une femme chinoise       | 344 531 |
| 1994  | Vivre !                          | 273 691 |
| 1995  | Shanghai Triad                   | 49 456  |
| 1997  | Keep Cool                        |         |
| 1999  | The Road Home                    |         |
| 1999  | Pas un de moins                  | 37 873  |
| 2000  | Happy Times                      | 34 377  |
| 2002  | Hero                             | 732 307 |
| 2004  | Le Secret des poignards volants  | 455 137 |
| 2005  | Riding alone : Pour un fils      |         |
| 2007  | La Cité interdite                | 772 469 |
| 2009  | A Woman, a Gun and a Noodle Shop |         |
| 2010  | Sous l'aubépine                  |         |
| 2011  | Sacrifices of War                |         |
| 2014  | Coming Home                      | 45 889  |
| 2016  | La Grande Muraille               | 716 065 |